# Phyllostomus
A Phyllostomus az emlősök (Mammalia) osztályának a denevérek (Chiroptera) rendjébe, ezen belül a kis denevérek (Microchiroptera) alrendjébe és a hártyásorrú denevérek (Phyllostomidae) családjába tartozó nem.

## Rendszerezés
A nembe az alábbi 4 faj tartozik:
- halvány vámpírdenevér (Phyllostomus discolor) Wagner, 1843
- Phyllostomus elongatus E. Geoffroy, 1810
- Phyllostomus hastatus Pallas, 1767 - típusfaj
- Phyllostomus latifolius Thomas, 1901

## Képek

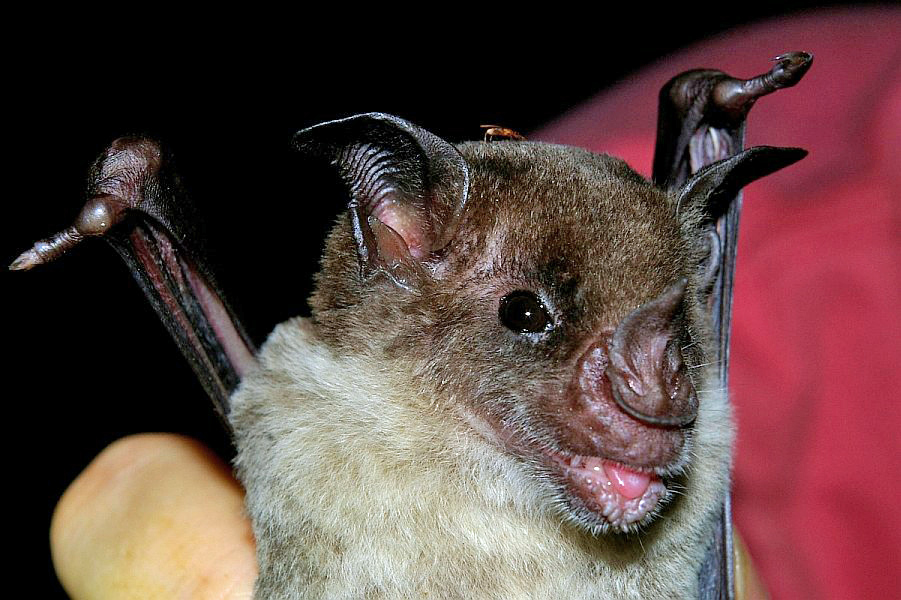
Phyllostomus discolor